# 毕所
毕所譡，山东文登人，是一名清朝政治人物。
毕所譡曾于嘉庆二十年(1815年)接替李赓芸任漳州府知府一职，嘉庆二十二年(1817年)由方传穟接任。